# Bergamasca (vino)
Il Bergamasca è un vino prodotto in Provincia di Bergamo. Riporta indicazione IGT (Indicazione geografica tipica).
Può essere prodotto nelle seguenti versioni:
- bianco
- rosso
- rosso novello
- moscato rosso
- rosato

## Zona di produzione
La zona di produzione di questo pregiato vino è il territorio vitivinicolo della provincia di Bergamo, nei comuni di:
- Rogno
- Costa Volpino
- Bossico
- Lovere*
- Sovere
- Endine Gaiano
- Pianico
- Castro
- Solto Collina
- Riva di solto
- Fonteno
- Parzanica
- Vigolo
- Tavernola Bergamasca
- Monasterolo
- Grone
- Berzo San Fermo
- Casazza
- Predore
- Sarnico
- Viadanica
- Adrara S.Rocco
- Adrara S. Martino
- Foresto Sparso
- Villongo
- Gandosso
- Credaro
- Castelli Calepio
- Grumello del Monte
- Chiuduno
- Carobbio degli Angeli
- Zandobbio
- Trescore Balneario
- Luzzana
- Entratico
- Vigano S. Martino
- Borgo di Terzo
- Pradalunga
- Cenate Sopra
- Cenate Sotto
- S. Paolo D’argon
- Gorlago
- Albano S. Alessandro
- Torre De’ Roveri
- Scanzorosciate
- Villa di Serio
- Pradalunga
- Nembro
- Alzano Lombardo
- Ranica
- Torre Boldone
- Bergamo
- Ponteranica
- Sorisole
- Villa D’Almè
- Almenno S. Salvatore
- Almenno S. Bartolomeo
- Palazzago
- Caprino Bergamasco
- Cisano Bergamasco
- Pontida
- Villa D’Adda
- Carvico
- Sotto il Monte Giovanni XXIII
- Mapello
- Ambivere
- Barzana
- Paladina
- ValbremboAlmè
- Brembate Sopra
- Ponte S. Pietro
- Presezzo
- Bonate Sopra
- Terno D’Isola
- Calusco D’Adda
- Mozzo
- Seriate
- Brusaporto
- Bagnatica
- Montello
- Costa Mezzate
- Bolgare
- Telgate
- Curno
- Gorle e Pedrengo[senza fonte]

È stata creata nel 1995 e approvato con D.M. 18.11.1995 G.U. 285 – 6.12.1995.